# علی فضل
علی فضل (به انگلیسی: Ali Fazal) (زاده ۱۵ اکتبر ۱۹۸۶)، بازیگر هندی است.
از فیلم‌های معروف او می‌توان به بازی در فیلم سریع و خشمگین ۷ اشاره کرد.

## فیلم‌شناسی
فهرست برخی از فیلم‌هایی که علی فضل در آنها به ایفای نقش پرداخته‌است:
- سریع و خشمگین ۷
- هپی خواهد گریخت
- هپی دوباره خواهد گریخت
- بابی جاسوس
- همیشه گاهی گاهی
- حکومت
- علاف‌ها
- بازگشت علاف‌ها
- راز